# Cinabra hyperbius
Cinabra hyperbius är en fjärilsart som beskrevs av John Obadiah Westwood 1881. Cinabra hyperbius ingår i släktet Cinabra och familjen påfågelsspinnare. Inga underarter finns listade i Catalogue of Life.